# The Last Airbender
The Last Airbender är en amerikansk äventyrsfilm från 2010 i regi och filmmanus av M. Night Shyamalan. Filmen hade premiär i Sverige den 15 oktober 2010.

## Handling
The Last Airbender bygger på den första säsongen av Nickelodeons animerade tv-serie Avatar: Legenden om Aang. Filmens värld består av fyra nationer, där en del av invånarna (kallade "bändare") kan kontrollera varsitt av naturens fyra element (luftnomaderna, vattenfolken, Jordriket och Eldnationen). Dessutom finns det en utvald person (som reinkarnerar vid sin död) som kan kontrollera alla fyra elementen, en "avatar" vars uppgift är att lösa konflikter mellan de fyra nationerna och upprätthålla balansen mellan de fyra elementen. Filmens huvudperson, Aang, är en ung och olärd avatar från luftnomaderna som flytt undan sitt ansvar.
Efter att ha varit infrusen i ett isberg i 100 år träffar Aang Katara och Sokka från det södra vattenfolket. Under Aangs frånvaro har Eldnationen anfallit de tre andra nationerna och försöker erövra dem, bland annat har de dödat samtliga luftbändare (därav titeln). Katara blir Aangs vattenbändningslärare och de tre försöker nå det norra vattenfolket vid nordpolen för att hitta en vattenbändningsmästare som kan lära Aang att bemästra vattenelementet. Under tiden försöker prins Zuko från Eldnationen att fånga Aang och därmed återupprätta sin heder.

## Om filmen
Webbsidan Rotten Tomatoes har samlat in 175 amerikanska recensioner av filmen, varav 11 positiva (motsvarande 6%). Kritiker.se har registrerat 16 svenska recensioner med ett medelbetyg på 2,1 (på en skala 1-5) Filmen spelade in 319 miljoner dollar mot en budget på 150 miljoner dollar. 
The Last Airbender vann fem Razzies: sämsta regi, sämsta manus (båda till M Night Shyamalan), sämsta manliga biroll (Jackson Rathbone), sämsta 3D-effekter samt sämsta film.

## Rollista
| Noah Ringer        | – Aang                             |
| Dev Patel          | – Prins Zuko                       |
| Nicola Peltz       | – Katara                           |
| Jackson Rathbone   | – Sokka                            |
| Shaun Toub         | – Farbror Iroh                     |
| Aasif Mandvi       | – Kommendör Zhao                   |
| Cliff Curtis       | – Eldfurste Ozai                   |
| Seychelle Gabriel  | – Prinsessan Yue                   |
| Francis Guinan     | – Mäster Pakku                     |
| Randall Duk Kim    | – Gammal man i lufttemplet         |
| Katharine Houghton | – Kanna, Kataras och Sokkas mormor |
| Damon Gupton       | – Munk Gyatso                      |
| John D'Alonzo      | – Zhaos assistent                  |
| Summer Bishil      | – Prinsessan Azula                 |
| Keong Sim          | – Tyro, jordbändande far           |
| Isaac Jin Solstein | – Haru, jordbändande son           |
| John Noble         | – Draken                           |
| Morgan Spector     | – Eldnationssoldaten               |
| Manu Narayan       | – Fångvakt                         |
| Georgie DeNoto     | – Jet                              |
| Ryan Shams         | – Bågskytten                       |